# Die Jagd nach den gestohlenen Diamanten
Die Jagd nach den gestohlenen Diamanten (Fernsehtitel: Auf der Jagd nach den gestohlenen Diamanten) ist ein britischer Abenteuerfilm aus dem Jahr 1974. Die Regie führte Jerome Courtland.

## Inhalt
Zwei Jungen und ein Mädchen nehmen mit ihrem Auto, Marke Eigenbau, an einer 24-Stunden-Rallye teil, ohne zu wissen, dass der Beifahrersitz einen Diamantenschatz birgt. Dies führt zu einer wilden Verfolgungsjagd mit Dieben und der Polizei.

## Kritik
„Bieder erzählter Jugendfilm; unaufwendig und kaum spannend, allenfalls durch einige komische Effekte leidlich unterhaltsam.“
„Hatten die Macher dieser schrottreifen Rennsport-Komödie ein Rad ab? Die Inszenierung ist öde, die Story dümmlich.“